# Cal Batalla de Boldú
Cal Batalla és una obra de Boldú, al municipi de la Fuliola (Urgell) inclosa a l'Inventari del Patrimoni Arquitectònic de Catalunya.

## Descripció
Són dues cases diferenciades que antigament eren una de sola. Avui es divideixen gràcies a la canal d'aigual que fa de separació. S'estructura en tres nivells horitzontals, corresponents a la planta baixa, la primera planta i les golfes. Presenta un mur amb un aparell irregular amb carreus desiguals intentant formar filades.

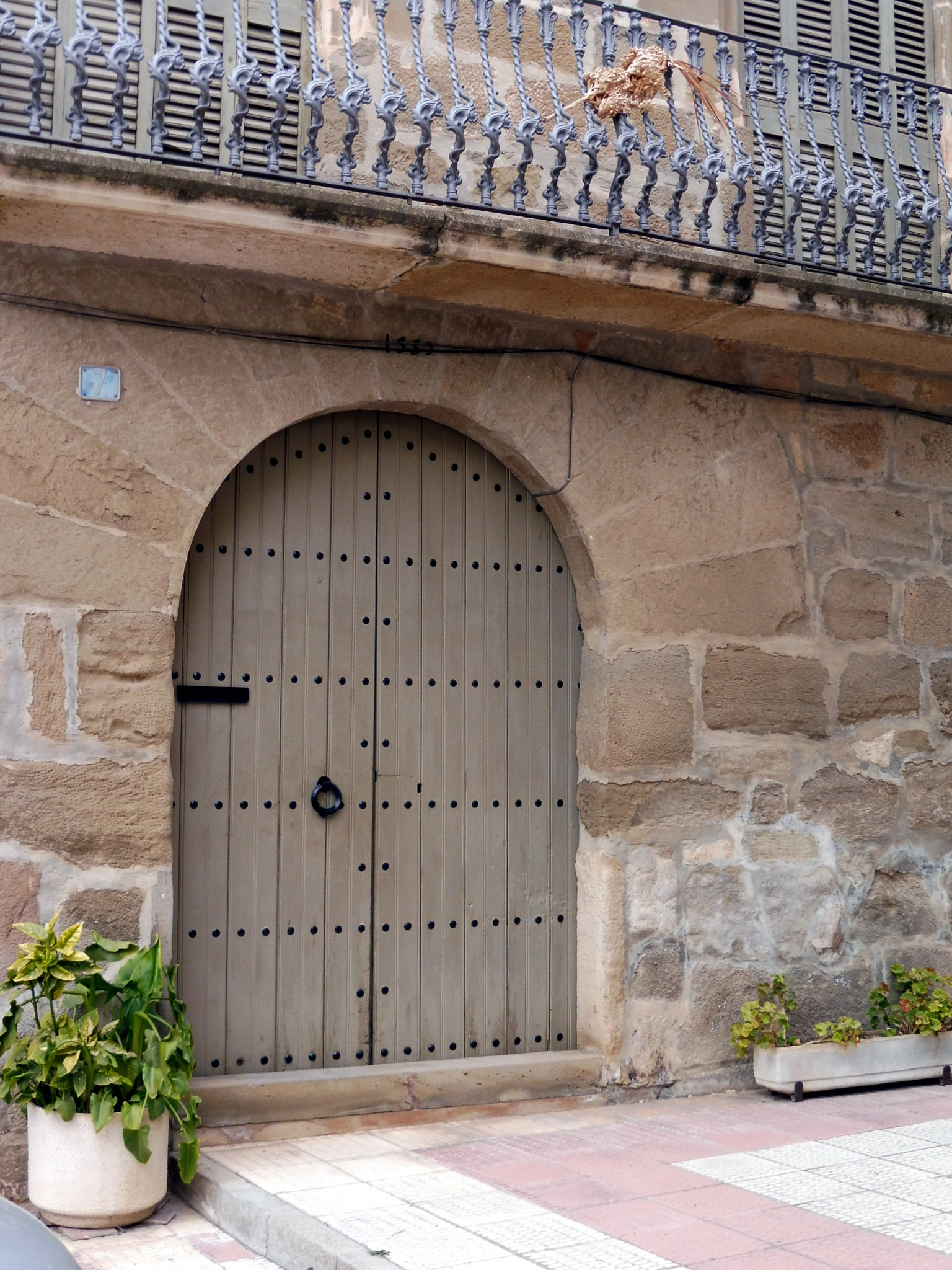
Detall de la portada

A la planta baixa destaca la gran portalada d'una de les dues cases. S'hi basteix una gran porta de mig punt dovellada de dotze dovelles i la clau. La segona porta és l'entrada de Cal Cabaler, allindada i sense cap atractiu arquitectònic. La primera planta de Cal Batalla s'estructura en dues finestres rectangulars que donen a una majestuosa balconada de ferro forjat bombat. Cada finestra té una massissa llinda, que es destaca de l'aparell de la façana. A Cal Cabaler hi ha només una finestra petita.
Per damunt la balconada hi ha dues petites obertures quadrangulars que correspondrien a les golfes. Es repeteix a Cal Cabaler, però només amb una finestra. El més destacable de Cal Batalla és la cornisa superior que sobresurt de la façana. Aquesta vas decorada amb un registre seriat en forma de motius florals.

## Història
Actualment són dues cases, però abans havia estat només d'una família. Quan el cabaler de la família es casà, li donaren la part del costat, d'aquí el nom Cal Cabaler.